# انقراض أولسون
انقراض أولسون هو انقراض جماعي حدث قبل 273 مليون سنة في بداية الغوادالوبي (بالإنجليزية: Guadalupian)‏ في العصر البرمي (بالإنجليزية: Permian)‏ والذي سبق  الانقراض البرمي الثلاثي. سُمي على اسم إيفرت س. أولسون. كان هُناك توقف وتغير مُفاجئ ما بين أوائل الحيوانات البرمية والمتوسطة/المتأخرة البرمية. ومُنذ ذلك الحين حصل الانقراض بين العديد من المجموعات، ومنها النباتات واللافقاريات البحرية ورباعيات الأطراف.

## تحديد الانقراض
أول دليل على الانقراض جاء عندما أشار إيفرت س. أولسون إلى وُجود انقطاع بين الحيوانات البرمية المبكرة التي تُهيمن عليها البليكوصورات (الاسم العلمي: Pelycosauria) وحشيات الأقواس (الاسم العلمي: Therapsida). اُعتبر الحدث في البداية فجوة حفظ في السجل الأحفوري، وكان يطلق عليه في الأصل اسم «فجوة أولسون». وجد الباحثون صعوبة في تحديد  مدة الانقراض الكلي بالإضافة إلى توقيت ومدة انقراض المجموعات المختلفة في إطار الانقراض الجماعي. ظهرت نظريات تُشير إلى أن الانقراض كان ممتدًا وانتشر على مدى ملايين من السنين. خلال التسعينات والعقد الأول من القرن الحادي والعشرين، جمع الباحثون أدلة على التنوع البيولوجي للنباتات والكائنات البحرية ورباعيات الأطراف التي أشارت إلى أن بداية الانقراض سبق   الانقراض البرمي الثلاثي كان له تأثير عميق على الحياة بالأرض.

## الأسباب المحتملة
لا يوجد سبب واضح حول  انقراض أولسون. ولكن  أشارت الأبحاث الحديثة إلى أن تغير المناخ قد يكون سببًا محتملاً، فقد لوحظت بيئات قاسية من العصر البرمي في كانساس والتي نتجت عن مزيج من المناخ الحار والمياه الحمضية المتزامنة بشكل خاص مع انقراض أولسون.

## قراءات إضافية
- io9.com: "Why did nearly all life on Earth die 250 million years ago ?"
- Vancouversun.com: "Canadian researchers spearhead fossil discovery of resilient prehistoric animal."